# 早乙女太一
早乙女 太一（さおとめ たいち、1991年9月24日 - ）は、日本の俳優。大衆演劇の劇団、劇団朱雀（げきだん すじゃく）の2代目。本名は西村 太一（にしむら たいち）。

## 略歴
福岡県北九州市出身。「葵劇団」の劇団員の両親のもとに生まれ、幼少期から劇団員として育つ。初舞台は1995年の4歳の時。
小学生の頃からビートたけしに役者として目にとまり、彼が本名名義（北野武）で監督する映画作品に起用された。銀幕デビューは2003年公開の『座頭市』。2005年には『TAKESHIS'』で本人の芸名でもある、早乙女太一役を演じた。
マスコミからは流し目王子と呼ばれる。2006年に公認のファンクラブが発足。女形として舞台に立つほか、俳優、タレントとしても活躍している。
所属事務所は2010年3月までは齋藤エンターテインメントだったが、2010年4月から両親が運営する劇団朱雀（株式会社SJK）へ移籍。しかし2015年2月に劇団朱雀が解散し、しばらくはフリーで活動。直談判を経て同年7月にLDHとマネジメント契約を結んだ。
2019年11月、自身が座長をつとめる劇団朱雀が解散から4年9カ月ぶりに復活。東京、大阪、岐阜での公演を果たす。以後、数年おきに公演をおこなっている。

## 人物
- 無名時代である13歳から芸術家の筒井はじめと写真作品を撮り続けた後、写真集「13-15」をワニブックスから出版、幼少より芸術に強い興味を持っていた。
- 『座頭市』でおせい役を演じた橘大五郎とは異なる劇団だが、共に舞台に上がることも多い。写真家の篠山紀信は、その美貌に惚れ込み、女には気をつけるよう注意したという[5]。
- 2007年1月26日にフジテレビで放送された『Dのゲキジョー』の反響は大きく、放映直後から当時舞台を行っていた大勝館の予約電話は鳴りっぱなしでパンク寸前だったとのことである。翌日は満員御礼札止め状態であった。また、もう一人の主役である橘大五郎の20歳の誕生日でもあり、遠方からお祝い客もあふれ、大混乱となったという。
- NHK紅白歌合戦では、女性演歌歌手の応援としてたびたび演舞している。
- 2008年2月、大阪新歌舞伎座・最年少座長を記録している。
- 2012年9月18日、劇団朱雀本公演中、日本橋公会堂（東京都）の2階桟敷席から約3.5メートル下に飛び降りるシーンで着地に失敗。左足かかと（左踵骨）を骨折し、全治3カ月のケガを負い途中降板する。同公演は実弟・早乙女友貴が代役を務め、千秋楽まで上演された [6]。また、8日後の9月26日から始まった舞台『MOON SAGA -義経秘伝-』東京追加公演では、立ち回りのない部分と声の部分を早乙女太一、アクションの部分は実弟・早乙女友貴が担当し、二人一役で上演された [7]。（実際はほとんどのシーンで2人同時に登場しており、早乙女友貴は兄の「陰」を演じた。）また同年12月5日から舞台復帰している[8]。

### 私生活
- 2012年5月、交際相手である西山茉希と路上で喧嘩をしたことが週刊誌で報じられ、釈明会見を行った[9]。
- 2013年4月、西山の妊娠3カ月と同年6月に結婚することを正式発表した[1]。同年6月30日に婚姻届を提出[10]。同年10月30日に第1子となる女児が誕生した[11]。
- 2015年6月30日、ハワイで挙式[12]。
- 2016年1月1日、西山が第2子妊娠7カ月であることを明らかにする[13]。同年4月11日に第2子となる女児が誕生した[14]。
- 2019年6月26日、離婚を発表した[15]。

## 作品

### 映像作品
DVD
- 早乙女太一 15歳（2007年10月17日、ポニーキャニオン）
- 早乙女太一 十六歳 妖艶絵巻 北京'07冬〜赤坂'08春（2008年9月17日、ポニーキャニオン）
- 早乙女太一 千年の祈り（2008年11月28日、ポニーキャニオン）
- 早乙女太一 「瞬」（2009年7月15日、角川エンタテインメント）
- 早乙女太一 わらべうた（2010年3月26日、角川映画）
- 月刊NEO 早乙女太一「告白」（2011年1月24日、イーネット・フロンティア）

## 出演

### 舞台
劇団朱雀のほとんど全ての作品
- 国立博物館 戦国のファンタジー（2005年） - 森蘭丸役
- 宮本亜門演出 トゥーランドット（2008年） - ミン役
- 『わらべうた』（2009年1月、青山劇場/ 2月、大阪 新歌舞伎座/ 7月、愛知 名鉄ホール）（演出：齋藤恒久）
- 『千年の祈り』（2009年7月、渋谷C.C.Lemonホール）
- MISSING BOYs 〜僕が僕であるために〜（2009年） - コウヘイ役
- 劇団☆新感線 『蛮幽鬼』（2009年） - 方白／刀衣役
- 『美しき華』（2010年1月、ルテアトル銀座）
- 『嗚呼、田原坂』 （2010年4月、明治座/ 愛知 御園座）（演出：岡本俊一） - 結城新之助役
- 薄桜鬼 新選組炎舞録（2010年10月、銀河劇場）（演出：キタムラトシヒロ） - 主演 土方歳三役
- 新歌舞伎座新開場記念「狐笛のかなた&残雪の華」（2011年）
- 「天一坊&舞踊ショー」（2011年、明治座）
- 朗読活劇 レチタ・カルダ 六月は真紅の薔薇 沖田総司（2011年6月、東京 地本願寺、京都 金戒光明寺、名古屋 東別院） - 主演 沖田総司 役
- 劇団☆新感線『髑髏城の七人』（2011年）（演出：いのうえひでのり） - 無界屋蘭兵衛役
- 舞台版『GOEMON』（2012年3月、御園座/ 5月、明治座）（演出：岡本俊一） - 石川五右衛門 役
- 舞台『MOON SAGA -義経秘伝-』（2012年7月、赤坂ACTシアター、名古屋 御園座、福岡市民会館、大阪 梅田芸術劇場、東京国際フォーラム）（演出：GACKT） - 陰 役
- 朗読劇『緋色の研究』（2012年10月12日、天王洲銀河劇場）（演出：毛利亘宏） - 日替わりキャスト 早乙女太一&窪田正孝
- 『神州天馬侠』（2013年4月10日 - 27日、明治座/ 6月29日 - 7月15日、名古屋・中日劇場）（演出：岡村俊一） - 主演  武田伊那丸 役
- 朗読劇 私の頭の中の消しゴム 5th letter（2013年6月5日、8日、天王洲銀河劇場）（演出：岡本貴也） - 日替わりキャスト 早乙女太一×佐津川愛美
- 早乙女太一 “原点進化”（2013年6月18日 - 24日、パルコ劇場）（演出：岡村俊一）[16]（※劇団朱雀の演目『次郎長旅日記』『身代わりカンパチ仁義』『二人忠治』『伊太郎旅唄』『弁天小僧』 を日替わりで上演）
- 『浪花阿呆鴉（なにわあほがらす）』（2013年9月、大阪 新歌舞伎座）（演出：横内謙介） - 鴈金文七 役
- 『大和三銃士』（2013年10月3日 - 27日、東京 新橋演舞場）（演出：きだつよし） - 達磨桃太郎 役
- 劇団☆新感線 いのうえ歌舞伎『蒼の乱』（2014年3月 - 4月、東京 東急シアターオーブ／5月、大阪 梅田芸術劇場）（演出：いのうえひでのり） - 帳の夜叉丸役
- 『怪談・にせ皿屋敷』（2014年6月19日 - 23日、こどもの城・青山劇場）（演出：岡村俊一） - 青山播磨 役
- VAMP 〜魔性のダンサー ローラ・モンテス〜（2014年8月24日 - 9月8日 EX THEATER ROPPONGI）（演出：岸谷五朗） - 闇 役
- 『一万年後も君は世界でいちばん美しい』（2014年8月9日 - 16日、東京芸術劇場シアターウエスト）（原作：三島由紀夫著『卒塔婆小町』）（演出：中屋敷法仁）
- 『もとの黙阿弥』（2015年8月1日 - 25日、新橋演舞場／9月1日 - 25日、大阪松竹座）（井上ひさし作） - 久松菊雄 役
- 劇団EXILE松組 旗揚げ公演『刀舞鬼 -KABUKI-』（2016年2月 - 3月、東京・大阪）
- 舞台『世界』（2017年1月11日 - 28日 、シアターコクーン）（演出：赤堀雅秋） - 辺見 役
- 劇団☆新感線『髑髏城の七人 Season鳥』（2017年6月27日-9月1日、IHIステージアラウンド東京） - 無界屋蘭兵衛役
- ONWARD  presents 劇団☆新感線『髑髏城の七人 Season月』上弦の月 Produced by TBS（2017年11月23日 - 2018年2月21日、IHIステージアラウンド東京） - 天魔王役
- 音楽活劇『SHIRANAMI』（2019年1月、新国立劇場 中劇場）（演出：G2） - 主演  弁天小僧菊之助 役
- 劇団☆新感線39興行・夏秋公演いのうえ歌舞伎『けむりの軍団』（2019年7月15日-10月21日、赤坂ACTシアター、博多座、大阪フェスティバルホール） - 飛沢莉左衛門 役
- 劇団朱雀  復活公演（2019年11月 - 2020年1月  東京・岐阜・大阪・札幌）
- 劇団朱雀  ぎふ葵劇場幕引き公演（2020年12月19日 - 27日   岐阜）
- 舞台『蜘蛛巣城』（2023年2月 - 3月、神奈川・兵庫・大阪・山形）- 主演  鷲津武時 役
- 劇団朱雀  祭宴（2023年5月 - 6月  東京・大阪・博多・沖縄）
- 劇団☆新感線43周年興行・秋公演 いのうえ歌舞伎『天號星』（2023年9月14日 - 10月21日、THEATER MILANO-Za / 11月1日 - 20日、COOL JAPAN PARK OSAKA WWホール）[17] - 宵闇銀次  役
- 『TOKYO INSIDE CLUB』／『OTOGI』-TAICHI SAOTOME 30TH ANNIVERSARY STAGE- （2025年4月25日- 5月1日、 I’M A SHOW（アイマショウ））[18]
- 2025年劇団☆新感線 45周年興行・秋冬公演 チャンピオンまつり いのうえ歌舞伎『爆烈忠臣蔵〜桜吹雪 THUNDERSTRUCK』（2025年9月19日 - 23日〈予定〉、まつもと市民芸術館 / 10月9日 - 23日〈予定〉、フェスティバルホール / 11月9日 - 12月26日〈予定〉、新橋演舞場）[19]

### テレビドラマ
- 堀部安兵衛（2007年1月1日、NHK） - 少年期堀部安兵衛 役
- 風林火山（2007年、NHK大河ドラマ） - 北条氏政 役
- 浅草ふくまる旅館（2007年10月22日、TBS） - 早乙女太一 役
- しゃばけ（2007年11月24日、フジテレビ） - 鈴彦姫 役
- あんみつ姫（2008年1月6日、フジテレビ） - 桃山三太夫 役
- うそうそ（2008年11月29日、フジテレビ） - 鈴彦姫 / 鈴ノ助 役
- 新参者 第7・最終話（2010年5月30日・6月20日、TBS） - 上杉和博 役
- 獣医ドリトル 第7話（2010年12月5日、TBS） - 益山広樹 役
- 黒の女教師 第1話（2012年7月20日、TBS） - 須藤達也 役
- 信長協奏曲 第1話 - 第4話（2014年10月13日 - 11月3日、フジテレビ） - 段蔵 役[20]
- ふたがしら（2015年6月13日 - 7月11日、WOWOW） - 宗次 役
- 天使と悪魔-未解決事件匿名交渉課- 第6話（2015年5月15日、テレビ朝日） - 蔭山直正 役
- HiGH&LOW〜THE STORY OF S.W.O.R.D.〜（2015年10月21日 - 12月23日、日本テレビ） - RYU 役[21]
- 信長燃ゆ（2016年1月2日、テレビ東京） - 織田信忠 役[22]
- ふたがしら2（2016年9月17日 - 10月15日、WOWOW） - 宗次 役
- 忘却のサチコ（2018年10月13日 - 12月29日、テレビ東京） - 俊吾 役
- コールドケース2〜真実の扉〜 第9話（2018年12月8日、WOWOW） - 土岐田隆三 役
- 東京独身男子 第2話・第3話、第5話（2019年4月20日・5月4日・18日、テレビ朝日） - 糸井立樹 役[23]
- リモートで殺される（2020年7月26日、日本テレビ） - 井上透 役[24]
- 連続テレビ小説 カムカムエヴリバディ（2021年12月28日 - 2022年4月8日、NHK） - トミー北沢(北沢富男) 役[25][26]
- 封刃師（2022年1月16日 / 23日[注 1] - 3月13日、ABC・テレビ朝日） - 主演 御沙神駆 役[27] ※連続ドラマ初主演
- 雲霧仁左衛門5（2022年1月14日 - 3月4日、BSプレミアム） - 山川安左衛門 役[28]
- ミステリと言う勿れ 第6話・第7話（2022年2月14・21日、フジテレビ） - 井原香音人 役[29]
- 六本木クラス（2022年7月7日 - 9月29日 、テレビ朝日） - 長屋龍河 役[30][31]
- 親愛なる僕へ殺意をこめて（2022年10月5日 - 11月30日、フジテレビ） - 八野衣真 役[32][33]
- バツイチ2人は未定な関係〜「ふつう」、やめます!編（2023年1月5日、テレビ朝日） - 中村修吾 役[34]
- ノッキンオン・ロックドドア（2023年7月29日 - 9月23日、テレビ朝日） - 糸切美影 役[35]
- フェルマーの料理 第4話（2023年11月10日、TBS） - 綿貫哲平 役[36]
- ブラック・ジャック（2024年6月30日、テレビ朝日）[37]
- 錦糸町パラダイス〜渋谷から一本〜（2024年7月13日 - 9月28日、テレビ東京） - 平井 役[38]
- 鬼平犯科帳 暗剣白梅香（2025年7月5日〈予定〉、時代劇専門チャンネル） - 金子半四郎 役[39]
- 怪物（2025年7月6日〈予定〉 - 、WOWOW） - 八代正義 役[40]

### 配信ドラマ
- 会社は学校じゃねぇんだよ（2018年4月21日 - 6月9日、AbemaTV） - 火高拓海 役[41]
- 会社は学校じゃねぇんだよ 新世代逆襲編（2021年10月21日 - 12月9日、AbemaTV） - 火高拓海 役
- 上下関係W「終わらせる者」（2022年9月22日 - 、LINE NEWS VISION）- 橋本潤基 役
- バツイチ2人は未定な関係〜人生は二択じゃない!編（2023年1月5日、TELASA） - 中村修吾 役[34]
- HEART ATTACK（2025年3月20日〜全話一挙配信、FOD） - 英詠一 役[42]
- ドンケツ（2025年4月25日 - 、DMM TV） - 杉田丈二 役[43]
- イクサガミ（2025年11月配信予定、Netflix） - 化野四蔵 役[44]

### 映画
- 座頭市（2003年） - おせい幼少役
- TAKESHIS'（2005年） - 早乙女太一役
- 少年H（2013年） - 下山幸吉役
- クローズEXPLODE（2014年） - 加賀美遼平役
- KABUKI DROP（2016年）[45]
- HiGH&LOW THE MOVIE（2016年） - 劉龍人 / 九世龍人 役
  - HiGH&LOW THE RED RAIN（2016年）
  - HiGH&LOW THE MOVIE 2 / END OF SKY（2017年）
  - HiGH&LOW THE MOVIE 3 / FINAL MISSION（2017年）
- 22年目の告白 -私が殺人犯です-（2017年） - 戸田丈 役
- たたら侍（2017年） - 井上辰之進 役
- BLEACH 死神代行篇（2018年） - 阿散井恋次 役[46]
- 泣き虫しょったんの奇跡（2018年） -　加東大介 役[47]
- 居眠り磐音（2019年） - 邦右衛門 役
- 孤狼の血 LEVEL2（2021年） - 花田優 役[48]
- 仕掛人・藤枝梅安（2023年） - 石川友五郎 役
- 帰ってきた あぶない刑事（2024年） - 海堂巧 役[49]
- まる（2024年公開予定） - 土屋 役[50]

### 紅白歌合戦
- 第58回NHK紅白歌合戦（2007年12月31日、NHK） 坂本冬美の応援として演舞。
- 第59回NHK紅白歌合戦（2008年12月31日、NHK） 藤あや子の応援として演舞。
- 第60回NHK紅白歌合戦（2009年12月31日、NHK） 伍代夏子の応援として演舞。

### 劇場アニメ
全て声の出演。
- 劇場版 テニスの王子様 英国式庭球城決戦!（2011年9月3日公開、松竹） - キース 役
- プロメア（2019年5月24日公開、東宝） - リオ・フォーティア 役[51]

### MV
- Song Riders 「TRAUMA」（2013年5月）- 主演
- GACKT 「サクラ、散ル・・・」（2013年7月）
- sunsite 「誰もいない海」（2021年5月）- 主演

### CM
- 株式会社ランドクリエイトうちナビ 応援ナビゲーター（2010年）
- スポーツブル「バーチャル高校野球CM #高校野球がくれるもの サラリーマン編」（2022年）

## 書籍

### 写真集
- 早乙女太一写真集（2007年8月8日、小学館）撮影：橋本雅司
- 早乙女太一フォトブック「大舞台」（2008年2月14日、小池書院）撮影：尾形隆夫
- 13⇔15（2008年7月18日、ワニブックス）撮影：cameracamen
- 太一 16歳・千年の祈り（2008年12月5日、朝日新聞出版）撮影：アミタマリ
- 早乙女太一写真集「瞬」（2009年3月31日、ゴマブックス）撮影：宮澤正明
- 月刊NEO 早乙女太一（2011年1月24日、イーネット・フロンティア）
- 瞬 [MABATAKI Desital Edition]（2011年5月31日、デジタルブックファクトリー）
- THE TAICHI SAOTOME BOOK（2013年5月）撮影：橋本雅司
- THE TAICHI SAOTOME BOOK2（2014年1月7日）撮影：橋本雅司
- THE TAICHI SAOTOME BOOK3（2019年11月25日）撮影：橋本雅司
- 【デジタル限定】早乙女太一写真集「roots」 （2021年3月26日  週刊プレイボーイ）撮影：橋本雅司
- THE TAICHI SAOTOME BOOK4（2023年5月15日）撮影：橋本雅司
- THE TAICHI SAOTOME BOOK episode.1（2023年5月15日）撮影：橋本雅司

## 受賞歴
- 2004年 第13回東京スポーツ映画大賞 エンターテイメント部門 「日本芸能大賞」受賞
- 2008年 第25回 浅草芸能大賞 「新人賞」 受賞